# Du bist
Du bist ist ein Lied des deutschen Rappers Prinz Pi. Der Song ist die erste Singleauskopplung seines zehnten Soloalbums Rebell ohne Grund und wurde am 14. Januar 2011 veröffentlicht.

## Inhalt
Du bist ist ein Liebeslied, in dem Prinz Pi aus der Perspektive des lyrischen Ichs über seine große Liebe rappt und dabei sowohl die positiven als auch die negativen Seiten dieser Person in den Mittelpunkt stellt. So beschreibt er seine grenzenlosen Gefühle für sie und die Tattoos auf ihrem Körper und meint, dass sie trotz vieler Frauen, die er traf, die einzige sei, die er wirklich geliebt habe. Trotz Widerständen und Warnungen seiner Eltern und Freunde habe er sich auf die Beziehung eingelassen und es nicht bereut, auch wenn die Frau ihm nie ihre wahren Gefühle gestanden habe und er manchmal an ihr verzweifelt sei. Dabei wird auch der Zwiespalt zwischen Verstand und Herz deutlich, da nicht alles gut für ihn war und sie ihn verwundbar gemacht habe. Letztendlich blickt er mit Melancholie auf die gemeinsame Zeit zurück, die ihn an seine Jugend erinnere.

„Du bist alles für mich, alles das, was mir Angst macht

Meine silberne Kugel, mein Kryptonit und mein Anthrax

Du bist das, was ich vom Schicksal verlangt hab’

Die Patrone für mein’ Kopf in der Kammer der Pumpgun“

## Produktion
Der Song wurde von dem deutschen Musikproduzenten Biztram produziert, der zusammen mit Prinz Pi auch als Autor fungierte.

## Musikvideo
Das zu Du bist gedrehte Musikvideo verzeichnet auf YouTube über neun Millionen Aufrufe (Stand August 2023). Es zeigt Prinz Pi mit Sonnenbrille, der den Song an einem See in der Natur rappt. Die besungene Frau wird von der Sängerin Dana gespielt, die anfangs in einem Getreidefeld steht, bevor sie unter anderem auf einer Gartenliege liegt und vor einem Wohnwagen sitzt. Weiterhin sind Luftaufnahmen vom See zu sehen sowie von einem Boot, das auf diesem fährt. Prinz Pi läuft durch die Natur und steht am Ufer des Sees. Zwischendurch werden unter anderem Aufnahmen von Tieren und Pilzen gezeigt. Gegen Ende sieht man, wie ein Gewehr mit Patronen geladen wird und der Rapper hält sich zwei Finger an den Kopf, um einen Kopfschuss zu imitieren.

## Single

### Covergestaltung
Das Singlecover zeigt ein Landschaftsfoto einer grünen Wiese mit Sträuchern und Bäumen. Im oberen Teil des Bildes befinden sich die schwarzen Schriftzüge Prinz Pi und Du bist auf weißem Untergrund.

### Titelliste
1. Du bist (Radioversion) – 3:25
2. Du bist (Albumversion) – 4:00
3. Du bist (Instrumental) – 3:25
4. Du bist (Acapella) – 3:15
5. Du bist (Alloinyx RMX) – 3:43
6. Zu grau – 5:48

### Chartplatzierungen
Du bist stieg am 28. Januar 2011 auf Platz 88 in die deutschen Singlecharts ein und verließ die Top 100 in der folgenden Woche wieder. Es war nach Gib dem Affen Zucker, das 2008 Rang 97 erreicht hatte, der zweite Single-Charterfolg des Rappers.
| ChartsChartplatzierungen | Höchstplatzierung | Wochen |
| ------------------------ | ----------------- | ------ |
| Deutschland (GfK)        | 88 (1 Wo.)        | 1      |